# Papir 32
El Papyrus 32 és una còpia primerenca del Nou Testament en grec. És un manuscrit de papir de l'Epístola a Titus; només conté Titus 1:11-15; 2:3-8. Per mètodes paleogràfics, el manuscrit ha estat datat del voltant del 200 dC.

## Descripció
Escrit en lletres rodones i bastant grans. S'hi pot observar una lleu tendència a la divisió de les paraules. Els nomina sacra estan abreujats.
El text grec d'aquest còdex és un representant del tipus textual alexandrí. Aland el va descriure "com a mínim, un text normal", i el va col·locar en la Categoria I. Aquest manuscrit mostra similituds amb el Còdex Sinaiticus i amb F G.
Actualment es troba amb els Papirs Rylands a la Biblioteca Universitària John Rylands (Gr. P. 5) a Manchester.

## Text grec
El papir està escrit per les dues cares. Els caràcters que estan en negreta són els que es pot veure al Papyrus 32. Mostra similituds amb el Còdex Sinaiticus, el Codex Augiensis, i el Codex Boernerianus.
Epístola a Titus 1:11-15 (recto)
| « | EΠIΣTOMI- ZEIN OITINEΣ OΛOYΣ OIKOYΣ ANATPE- ΠOYΣI ΔIΔAΣKONTEΣ A MH ΔEI AIΣXPOY KEPΔOYΣ XAPIN EIΠEN TIΣ EΞ AYTΩN IΔIOΣ AYTΩN ΠPOΦHTHΣ KPHTEΣ AEI ΨEYΣTAI KAKA ΘHPIA ΓAΣTEPEΣ APΓAI H MAPTYPIA AYTH EΣTIN AΛHΘHΣ ΔI HN AITIAN EΛENXE AYTOYΣ AΠOTOMΩΣ INA YΓIAINΩΣIN EN TH ΠIΣTEI MH ΠPOΣEXONTEΣ IOYΔAIKOIΣ MYΘOIΣ KAI ENTOΛAIΣ ANΘPΩΠΩN APOΣTPEΦO- MENΩN THN AΛEΘEIAN ΠANTA KA- ΘAPA TOIΣ KAΘAPOIΣ TOIΣ ΔE MEMIAM- MENOIΣ KAI AΠIΣTOIΣ OYΔEN KAΘAPON | » |

| « | epistomi- zein oitines olous oikous anatre- pousin didaskontes a mē dei aischrou kerdous charin eipen tis ex autōn idios autōn prophētēs krētes aei pseustai kaka thēria gasteres argai ē marturia autē estin alēthēs di ēn aitian elenche autous apotomōs ina ugiainōsin en tē pistei mē prosechontes ioudaikois muthois kai entolais anthrōpōn apostrepho- menōn tēn alētheian panta ka- thara tois katharois tois de memiam- menois kai apistois ouden katharon | » |

| «                 | ... tapar-los la boca; perverteixen famílies senceres, ensenyant allò que no convé, per un guany mesquí. Un cretenc, el seu propi profeta, ha dit, «Cretencs, sempre mentiders, males bèsties, ventres plens que no treballen.» Aquest testimoni és ben cert. Per tant, reprèn-los severament, perquè mantinguin sana la seva fe; En comptes de fer cas de faules jueves, i de prescripcions humanes, que giren l'esquena a la Veritat. Tot és pur per als que són purs: en canvi, per als que estan tacats i no creuen, res no és pur. | » |
| — Bíblia catalana | |   |

Epístola a Titus 2:3-8 (verso)
| « | ΔIABO- ΛOYΣ MHΔE OINΩ ΠOΛΛΩ ΔEΔOYΛΩ- MENAΣ KAΛOΔIΔΣKAΛOYΣ INA ΣΩΦPONIZΩΣIN TAΣ NEAΣ ΦIΛAN- ΔPOYΣ EINAI ΦIΛOTEKNOYΣ ΣΩΦPO- NAΣ AΓNAΣ OIKOYPΓOYΣ AΓAΘAΣ YΠOTAΣΣOMENAΣ TOYΣ IΔIOIΣ AN- ΔPAΣIN INA MH O ΛOΓOΣ TOY ΘY BΛA- ΣΦHMHTAI TOYΣ NEΩTEPOYΣ ΩΣAYTΩΣ ΠAPAKAΛEI ΣΩΦPON- EIN ΠEPI ΠANTA ΣEAYTON ΠAPE- XOMENOΣ TYΠON KAΛΩN EPΓΩN EN TH ΔIΔAΣKAΛIA AΦΘONIAN ΣE- MNOTHTA ΛOΓON YΓIH AKATAΓNΩ- ΣTON INA O EΞ ENANTIAΣ ENTPA- ΠH | » |

| « | diabo- lous mēde oinō pollō dedoulō- menas kalodidaskalous ina sōphronizōsin tas neas philan- drous einai philoteknous sōphro- nas agnas oikourgous agathas upotassomenas tois idiois an- drasin ina mē o logos tou thu bla- sphēmētai tous neōterous ōsautōs parakalei sōphron- ein peri panta seauton pare- chomenos tupon kalōn ergōn en tē didaskalia aphthonian se- mnotēta logon ugiē akatagnō- ston ina o ex enantias entra- pē | » |

| «                 | ... murmuradores ni donades, a beure massa vi; que ensenyin a fer el bé i sàpiguen encaminar les més joves a estimar el marit i els fills, a ser assenyades, castes, diligents en la feina de casa, bones, submises al propi marit. Així la paraula de Déu no rebrà cap injúria de ningú. Als joves, igualment, recomana que tinguin seny. Sigues en tot, tu mateix un model de bones obres: de doctrina íntegra, de dignitat, de paraula sana i incontrovertible. Així els qui són contraris quedaran avergonyits. | » |
| — Bíblia catalana | |   |